# سیف‌الدین باخرزی

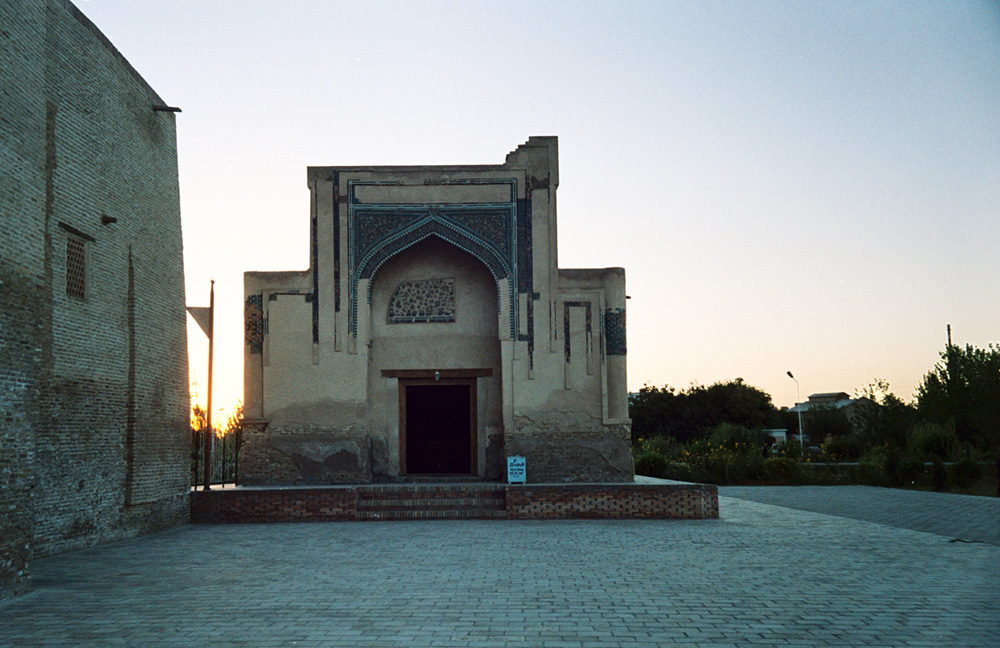
آرامگاه شیخ باخرزی در بخارا.

سیف الدین باخرزی، با نام کامل سیف‌الدین ابوالمعالی سعیدبن مطهربن سعید باخرزی مشهور به شیخ العالم و «خواجه فتح‌آبادی» (زاده ۹ شعبان سال ۵۸۶ ه. ق در باخرز - درگذشته ۲۵ ذی القعده سال ۶۵۹ در فتح‌آباد بخارا) صوفی، عارف و شاعر معروف قرن هفتم هجری است. او در عرفان و تصوف مرید شیخ نجم الدین کبری دانسته‌اند. نجم الدین کبری او را به بخارا فرستاد و در آنجا طریقه کبرویه را رواج داد. او دیوان شعری هم داشته‌است که پاره‌ای از رباعیاتش در ضمن رباعیات ابوسعید ابوالخیر در تهران به چاپ رسیده‌است. وی همچنین رساله‌ای فارسی در باب معنی عشق دارد.
همچنین منکوقاآن هزینهٔ مدرسه‌ای را در بخارا به میزان هزار بالش نقره تقبل کرده بوده و سیف‌الدین باخرزی «مدبر و متولی» آن کار بوده است. اشاره به لقب شیخ‌الاسلام در جهانگشای جوینی و تولیت مدرسه نشان از مقام فقهی او دارد. 

## نمونه شعر
| پیریم ولی چو عشق را ساز آید |  | از ما همه بوی تری و ناز آید |
| از زلف دراز تو کمندی فگنیم  |  | در گردن عمر رفته تا باز آید |

حکایت ادبی درباره باخرزی:
سیف باخرزی از فضلای شاعران است . شخصی این دو بیت را به‌طور ظرافت برای او فرستاد :
هله ای سیف الدین باخرزی/ بالله ار تو به ارزنی ارزی//کی تو با آدمی توانی زیست /چون تورا گفته اند با خر، زی 
و او در جواب نوشت:
ای خردمند طاعت من کن / تا کی آخر تو معصیت ورزی // زین سپس عمر با تو سر بکنم / چون مرا گفته اند با خر، زی!